# Myadestes myadestinus
Myadestes myadestinus là một loài chim trong họ Turdidae.